# John Brealey
John Malcolm Brealey (Londres (Hammersmith), 25 de enero de 1925 — Nueva York, 19 de diciembre de 2002) fue un destacado y reconocido conservador y restaurador de arte británico.

## Biografía
Brealey nació en Hammersmith (Londres), hijo de una familia de artistas: su padre era pintor especializado en retratos; su madre, diseñadora textil. Estudió en Mill Hill School y, después de trabajar un tiempo como periodista, se incorporó como técnico en una fábrica de aviación. Fue en esa época —inicio de la Segunda Guerra Mundial—, cuando, establecido en Cambridge, empezó a interesarse vivamente por la pintura, haciendo turnos nocturnos en la empresa para poder visitar los museos durante el día. Eso le permitió adquirir una gran formación como autodidacta. Se unió a la Real Fuerza Aérea británica (RAF) como piloto y fue destinado a la India, donde permaneció hasta que, tras una revisión médica en Bombay, no se le permitió seguir volando. No quiso abandonar la RAF y obtuvo el traslado al servicio de formación de la fuerza aérea. Permaneció así en la India, dando conferencias y charlas sobre arte contemporáneo.
Al finalizar la contienda, regresó al Reino Unido y se especializó primero en la restauración de fotografías (en su tiempo en Cambridge había conocido al coleccionista y marchante, Daniel-Henry Kahnweiler, y a su hermano, Gustav Kahnweiler, con el que había aprendido técnica fotográfica). Por recomendación de Anthony Blunt, entró en contacto con el restaurador jefe de la Dulwich Picture Gallery, donde trabajó durante cuatro años y aprendió a fondo el oficio de restaurador de pinturas de manos de Johannes Hell. Al mismo tiempo estudió en Courtauld Institute of Art. La experiencia y la formación complementaria recibida, hicieron de John Brealey un restaurador singular y experto, que abrió su propio despacho en Londres y comenzó a trabajar con artistas particulares en sus propios estudios y, poco a poco, con coleccionistas de obras de arte que depositaron en Brealey el cuidado de las mismas; su conocimiento llegó también a las instituciones museísticas públicas y privadas, trabajando para muchas de las más prestigiosas en Reino Unido como el Museo Fitzwilliam que tanto había visitado de joven, el Museo Ashmolean en Oxford, la Galería nacional de Escocia en Edimburgo o la Royal Collection, entre muchas. A esa época corresponde la restauración que realizó de la colección completa de Los triunfos del César de Andrea Mantegna de la Royal Collection en el Palacio de Hampton Court, trabajo que les llevó trece años ultimar.
En la década de 1970 se le invitó a incorporarse al Museo Metropolitano de Arte de Nueva York (Met), donde se cuajaba el proyecto de abrir un centro de formación especializada en restauración. Allí trabajó y formó una nueva generación de conservadores y restauradores a los que, junto a los conocimientos científicos, les enseñó a apreciar la evolución de la obra con el tiempo, el entorno, la cultura de la que procedía y todos aquellos aspectos procedentes del mundo del arte, más que de la ciencia, que según él daban una seña propia a cada obra y a la forma de tratarla. Durante esos años, además de trabajar y enseñar en el Met (donde restauró obras como Aristóteles contemplando el busto de Homero de Rembrandt), siguió sus restauraciones por Estados Unidos y Europa. A esta nueva etapa corresponde el encargo de la dirección del Museo del Prado (Madrid) para que dirigiera la restauración de Las Hilanderas, Las Meninas y La rendición de Breda de Velázquez y las Pinturas Negras de Goya (1983-1985) y, también en España, El Expolio de El Greco en la Catedral de Toledo (1986).  Permaneció en excedencia en el Met para trabajar en la formación de restauradores en el Prado hasta 1989. Ese año, en un viaje a Estados Unidos, sufrió un derrame cerebral que, aunque pudo superar, dejó secuelas físicas que le impidieron seguir trabajando personalmente en la restauración, e incluso perdió el habla. Se estableció el resto de su vida en su estudio de Nueva York.
Fue considerado uno de los conservadores y restauradores de obras de arte más importantes del siglo XX, cuya influencia en la profesión fue determinante en Europa y América. También fue, toda su vida, un hombre controvertido y enfrentado con algunos sectores y compañeros de profesión. Aunque casado y con dos hijos —su esposa falleció en 1991 y uno de sus hijos en 1980—, se le consideró un hombre tímido, solitario, celoso de su privacidad que, solía afirmar, solo se encontraba a gusto en compañía de obras de arte.